# Valget i Tyskland 1903
Valget i Tyskland 1903 blev afholdt den 16. juni 1903 og var det 11. føderale valget i Tyskland efter den tyske rigsgrundlæggelse. Valgdeltagelsen for dette valg var 76.1%.

## Resultater
| Parti                                                      | Mandater |
| ---------------------------------------------------------- | -------- |
| Det katolske centerparti                                   | 100      |
| SPD                                                        | 81       |
| Konservative (DK - Deutschkonservativen)                   | 54       |
| Nationalliberale (NL - Nationalliberalen)                  | 51       |
| Liberale (FVP - Fortschrittliche Volkspartei)              | 21       |
| Konservative nationalister (DRP - Deutsche Reichspartei)   | 21       |
| Den polske liste (P - Polen)                               | 16       |
| Antisemitter (AS - Antisemiten)                            | 11       |
| Liberale (FV - Freisinnige Vereinigung)                    | 9        |
| Franske og elsassiske regionalister (A - Asatianen)        | 9        |
| Deutsch-Hannoversche Partei (DHP - hannoverske loyalister) | 6        |
| Nationalister (DVP - Deutsche Volkspartei)                 | 6        |
| Bondeforbundet (BL - Bund der Landwirte)                   | 4        |
| Bayerische Bauern Bund (BBB - agrarister)                  | 4        |
| Andre                                                      | 3        |
| Den danske liste (D - Dänen)                               | 1        |
| Totalt                                                     | 397      |